# Mieczysław Błaszczyk
Mieczysław Antoni Błaszczyk (ur. 1 stycznia 1947 w Łodzi, zm. 7 lutego 2021 w Otwocku) – polski lekarz chirurg, menedżer branży zdrowotnej i urzędnik państwowy, doktor nauk medycznych, od 9 do 20 lipca 2004 podsekretarz stanu w Ministerstwie Zdrowia.

## Życiorys
Syn Mirona i Janiny. W 1971 ukończył studia medyczne w Wojskowej Akademii Medycznej w Łodzi, uzyskał następnie specjalizację pierwszego (1975) i drugiego (1981) stopnia z chirurgii ogólnej. W 1981 uzyskał stopień doktora nauk medycznych, broniąc pracy z zakresu chirurgii naczyniowej. Odbył także studia podyplomowe z zakresu zarządzania Zakładem Opieki Zdrowotnej w warunkach rynkowych oraz kształcenia kadry menedżerskiej dla reformy opieki zdrowotnej w Polsce.
Po studiach pracował jako stażysta w CKP WAM w Warszawie, a potem jako lekarz i chirurg w Akademii Sztabu Generalnego w Rembertowie (1972–1978), Centralnym Szpitalu Klinicznym WAM w Warszawie (1978–1982) i Szpitalu Bielańskim (1982–1984). Następnie przebywał na kontraktach w Algierii i Maroku. Od 1988 do 1989 był dyrektorem Zespołem Opieki Zdrowotnej w Grójcu, następnie od 1990 do 1995 – w Pruszkowie. 
W 1995 objął stanowisko zastępcy i od 1997 dyrektora Wydziału Zdrowia Urzędu Wojewódzkiego w Warszawie. W 1998 został doradcą ds. reform społecznych w Kancelarii Prezesa Rady Ministrów i wicedyrektorem Departamentu Polityki Zdrowotnej i Przekształceń Systemowych w Ministerstwie Zdrowia i Opieki Społecznej. Od października 1998 do czerwca 2000 był zatrudniony w Centrali Farmaceutycznej Cefarm jako pełnomocnik dyrektora ds. restrukturyzacji i prywatyzacji oraz wicedyrektor ds. logistyki. Od 2000 do 2001 pozostawał dyrektorem Samodzielnego Publicznego Szpitala Klinicznego im. Prof. Dr. Witolda Orłowskiego w Warszawie. W grudniu 2000 został dyrektorem Biura Krajowego Związku Kas Chorych, a we wrześniu 2001 głównym specjalistą Mazowieckiej Regionalnej Kasy Chorych.
Przeszedł następnie w grudniu do pracy w Ministerstwie Zdrowia, gdzie był radcą ministra i p.o. Dyrektora Departamentu Zdrowia Publicznego, a następnie p.o. Dyrektora Departamentu Analiz i Systemów Finansowania Ochrony Zdrowia. Od połowy 2002 był związany z Narodowym Funduszem Zdrowia, gdzie pełnił kolejno funkcje: pełnomocnika ds. organizacji NFZ, szefa gabinetu prezesa Aleksandra Naumana i do czerwca 2004 dyrektora biura ds. współpracy międzynarodowej.
Od 9 do 20 lipca 2004 był podsekretarzem stanu w Ministerstwie Zdrowia odpowiedzialnym za nadzór nad NFZ, odwołano go wskutek oskarżeń o powiązania z Mariuszem Łapińskim. Od 2007 do 2019 był dyrektorem naczelnym Samodzielnego Publicznego Szpitala Klinicznego im. Prof. Adama Grucy w Otwocku, następnie przeszedł na emeryturę. Był mężem Barbary.

## Ordery i odznaczenia
- Krzyż Kawalerski Orderu Odrodzenia Polski (1 października 2013)[9]
- Złoty Krzyż Zasługi (21 maja 2004)[10]
- Medal 100-lecia Odzyskania Niepodległości (2019)[11]